# 清瀬駅

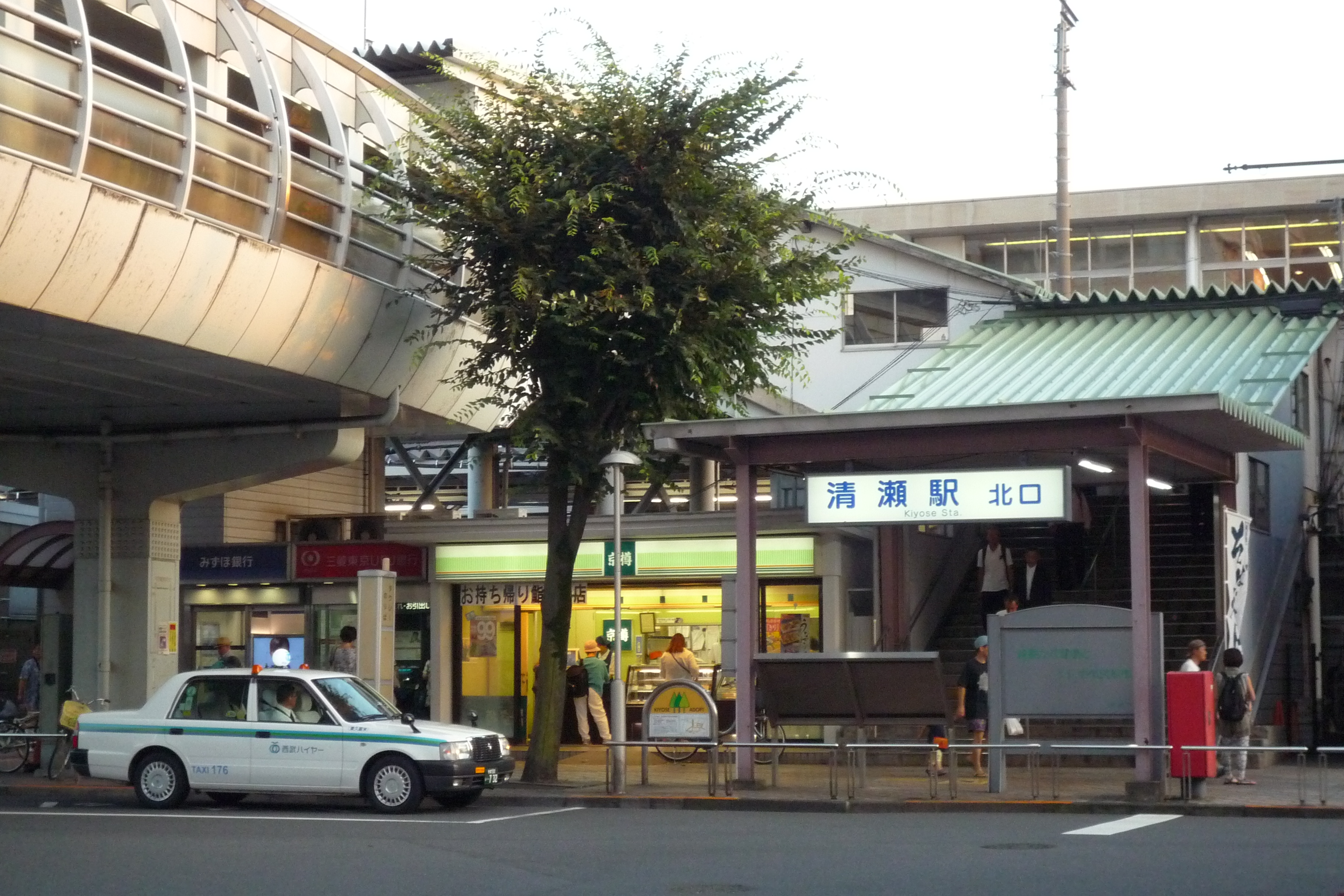
北口（2017年8月）

清瀬駅（きよせえき）は、東京都清瀬市元町一丁目にある、西武鉄道池袋線の駅である。駅番号はSI15。

## 歴史

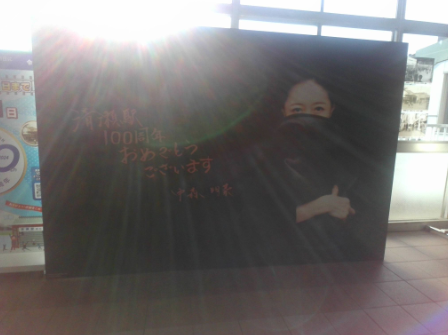
清瀬駅に設置してある中森明菜さんからのお祝いの言葉

- 1924年（大正13年）06月11日：開業。当初の駅構造は島式ホーム1面2線だった[1]。
- 1969年（昭和44年）05月01日：貨物営業廃止[1]。
- 1971年（昭和46年）01月00日：橋上駅舎の使用を開始[1]。
- 2024年（令和06年）06月11日：開業100周年。当日は記念式典を行ったほか、清瀬市役所との記念事業として、この日より同市出身の歌手・中森明菜の楽曲を発車メロディに使用開始[2]。改札近くと北口、南口には中森のパネルが掲出され、中森の誕生日（7月13日）前後も見たいという要望があり7月15日まで設置を延長した[3]。

## 駅構造
島式ホーム2面4線を持つ地上駅で、1・3番ホームが本線、2・4番ホームが待避線である。当駅始発は2番ホーム、当駅終着は4番ホームを使用する場合が多い。当駅折り返しの有楽町線･副都心線直通各駅停車などが設定されているため、秋津側に上下線に挟まれるかたちで留置線がある。また東久留米側から2番ホームに入線し、そのまま折り返すことも可能なため、このような場合は、車掌が秋津以西へ向かう旅客向けに（同一ホームでの乗換となる）東久留米駅での乗換を推奨する放送を行う。
橋上駅舎を有しており、南北に出口を設けている。改札階と北口・南口を連絡するエレベーター、改札階とホームを連絡するエレベーターとエスカレーターが設置されている。北口はペデストリアンデッキを介して西友清瀬店の2階へとつながっている。
トイレ・多機能トイレは2階改札口内にある。

### のりば
| ホーム | 路線   | 方向 | 行先                               |
| ------ | ------ | ---- | ---------------------------------- |
| 1・2   | 池袋線 | 上り | 練馬・池袋・新木場・渋谷・横浜方面 |
| 3・4   | 池袋線 | 下り | 所沢・飯能・西武秩父方面           |

（出典：西武鉄道:駅構内図）
- 奇数番号のホーム（1・3番ホーム）が主本線、偶数番号のホーム（2・4番ホーム）が待避線である。快速の停車駅であるため、一部は当駅発着列車と接続する（東横線乗り入れ後はほとんど接続しなくなった）。
- 1998年の有楽町線相互直通運転開始時から一貫して、有楽町線・副都心線直通の各駅停車はほとんどが当駅が始発・終点となっていた[注釈 3]。しかし、2013年3月16日のダイヤ改正により日中時間帯の当駅発着系統の東京メトロ副都心線・東急線・みなとみらい線直通列車が石神井公園・保谷発着に区間短縮されたことや、優等列車に至っては快速から快速急行へ格上げされたため消滅、また副都心線直通列車は土曜・休日ダイヤの11時台の各駅停車1本（東京メトロ副都心線・東急線・みなとみらい線直通元町・中華街行）のみの停車とされた[注釈 4]。このため、該当する時間帯に副都心線・東急線・みなとみらい線方面へ行き来する場合は、途中のひばりヶ丘駅などで乗り換える必要があり、該当列車は接近時に流れる放送でその旨が伝えられる。一方、西武線池袋駅と当駅を結ぶ区間系統は、終日に渡り早朝や平日夕方の数本のみの設定であり、土曜・休日ダイヤでは2012年6月30日のダイヤ改正から再設定された。
- 2番ホームは、主に上りの特急などの通過列車待避に使用される[注釈 5]ほか、所沢寄りの出発信号機と下り本線への渡り線を使用して、下りの回送の通過列車などの待避にも使用されることがある。また、池袋方面からの折り返しの当駅始発列車に使用されるほか、臨時の飯能方面からの折り返しの当駅始発列車にも使用されることもある[注釈 6]。また、所沢寄りには入換信号機もあり、留置線へと引き上げることも可能である。

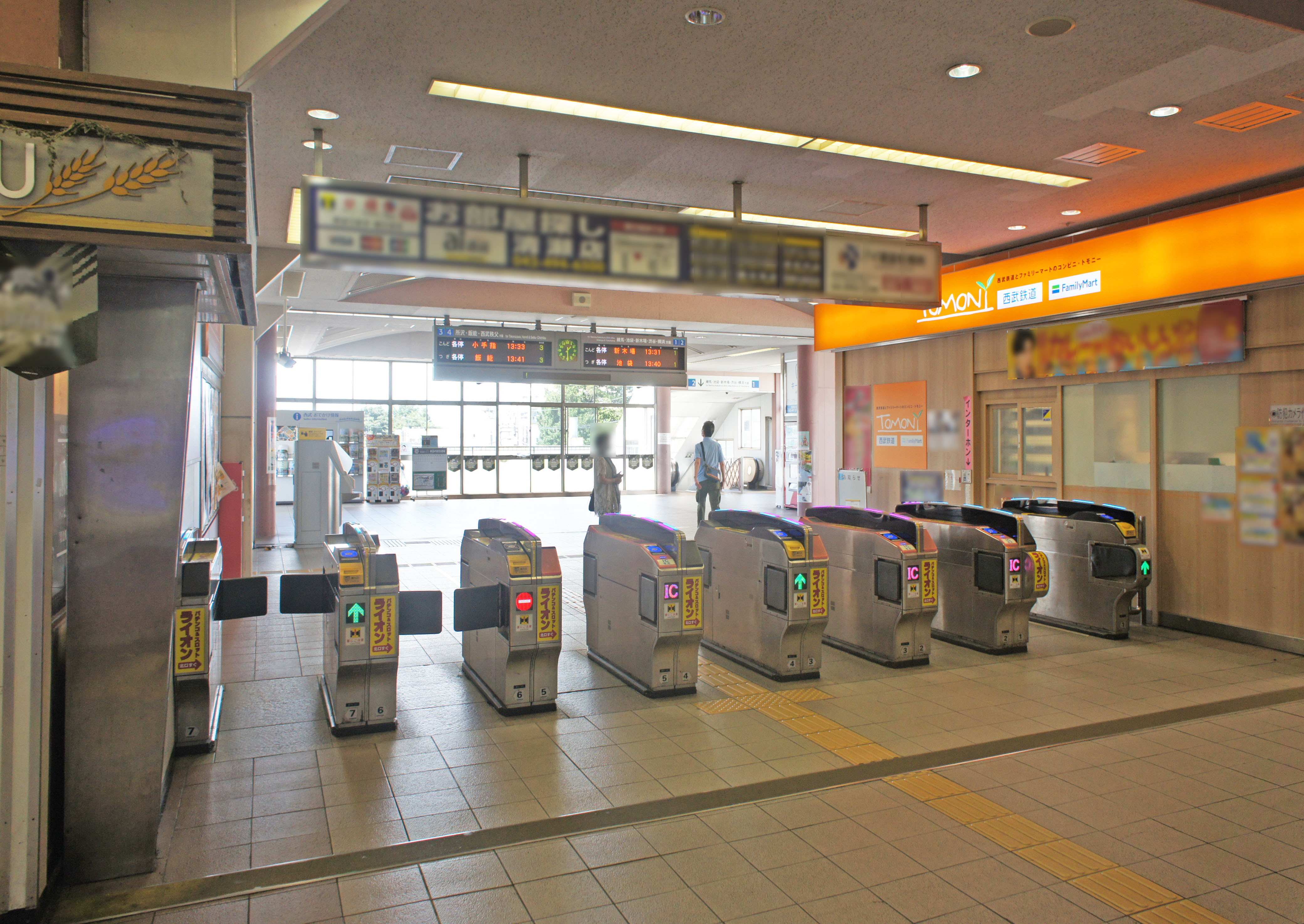
改札口（2022年7月）
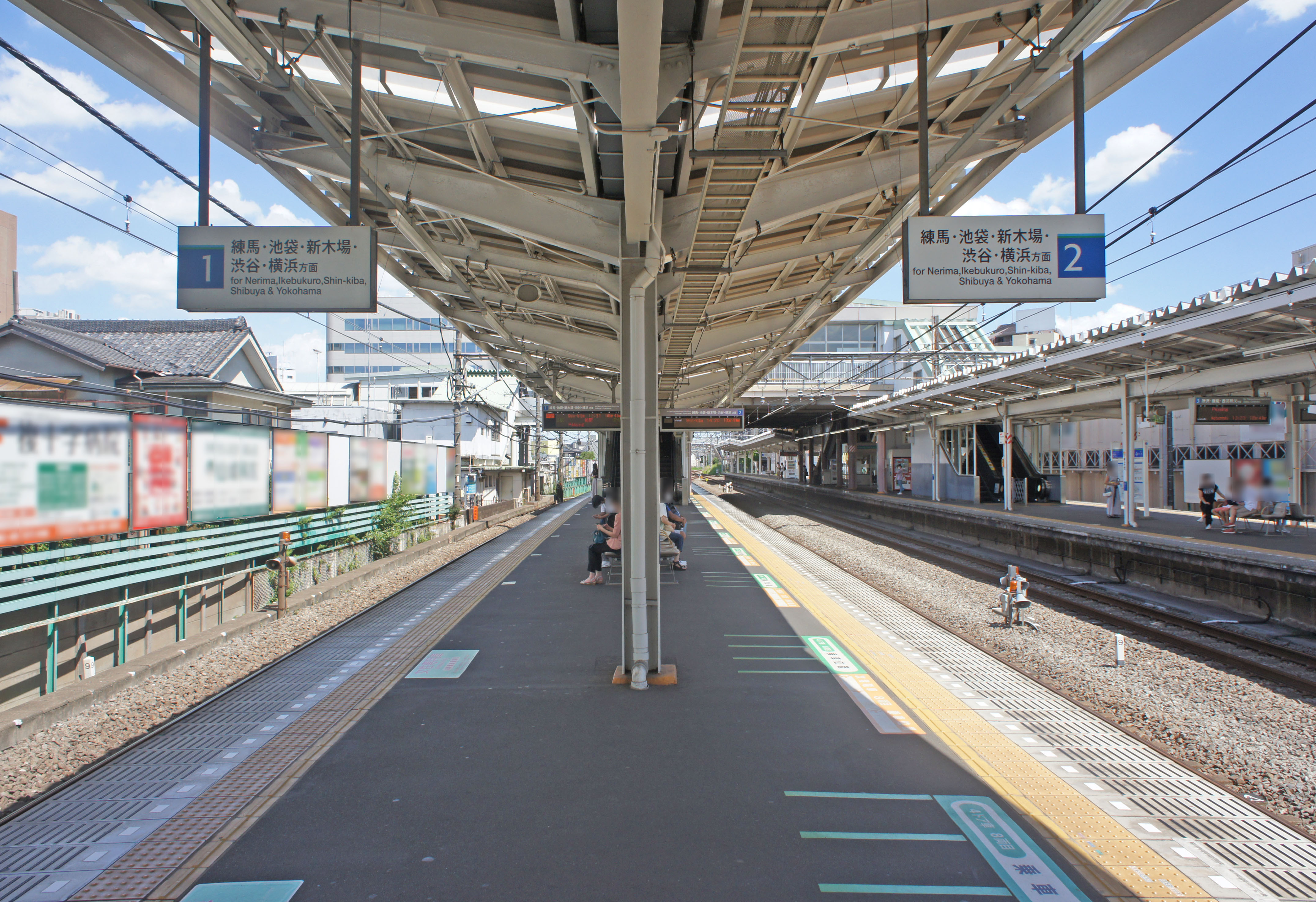
1・2番ホーム（2022年7月）
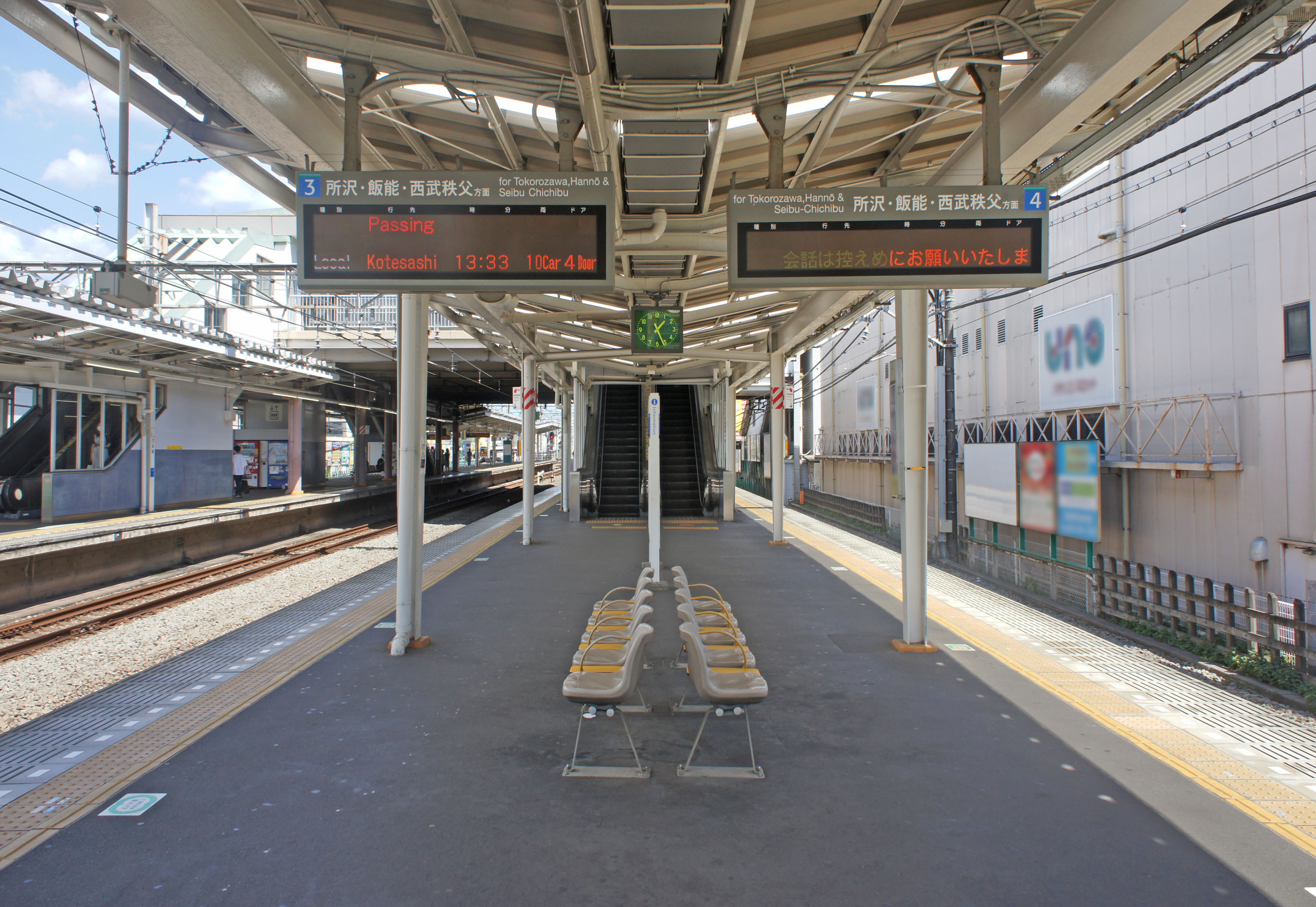
3・4番ホーム（2022年7月）

### 発車メロディ
2024年6月11日に清瀬駅が開業100周年を迎えたのを記念し、清瀬市と西武鉄道の共同記念事業の一つとして、同市出身の歌手・中森明菜の楽曲を発車メロディに採用、同日より切り換えられた。楽曲の選定に当たっては中森本人も参加、中森と所属事務所のHZ VILLAGE、櫻井音楽工房の協力を得て実現に至った。

#### 曲名
- セカンド・ラブ（下りホーム）
  - 1982年11月リリース。夜疲れて帰ってきた利用客を癒やすことをイメージして選曲。
- DESIRE -情熱-（上りホーム）
  - 1986年2月リリース。朝に乗る利用客が多いことから、テンポが良く元気の出る楽曲として選曲。

## 利用状況
2024年（令和6年）度の1日平均乗降人員は62,526人である。西武鉄道全92駅中13位。
当駅を発着する系統が多く設定されているものの、2006年度統計をピークに減少し始め、2010年度統計では70,000人を割り込んだが、2017年度統計には再び70,000人台へ到達した。西武鉄道の乗り換え駅を除く駅としては大泉学園駅、石神井公園駅、田無駅、ひばりヶ丘駅に次いで5番目に多い。当駅は清瀬市だけでなく、東京都の東久留米市や東村山市、埼玉県の新座市や所沢市の一部を含めた広い駅勢圏を持っている。
2008年度統計は、副都心線開業により当駅まで発着する列車が増えたものの、乗降人員の大幅な増加となった小竹向原駅に抜かれ、前年度統計よりもトップ10圏内から外れている。
2014年度統計までは、快速急行・急行停車駅のひばりヶ丘駅より利用者が多かった。現在も、通勤急行停車駅の東久留米駅より利用者が多い。
近年の1日平均乗降人員・乗車人員の推移は下表のとおりである。なお近年では、市内で新築一戸建て住宅の建設が相次ぎ、利用者の増加が見込まれる。
| 年度               | 1日平均 乗降人員 | 1日平均 乗車人員 | 出典     |
| ------------------ | ---------------- | ---------------- | -------- |
| 1990年（平成02年） |                  | 37,019           | [ * 1 ]  |
| 1991年（平成03年） |                  | 37,552           | [ * 2 ]  |
| 1992年（平成04年） |                  | 37,290           | [ * 3 ]  |
| 1993年（平成05年） |                  | 36,660           | [ * 4 ]  |
| 1994年（平成06年） |                  | 36,219           | [ * 5 ]  |
| 1995年（平成07年） |                  | 36,030           | [ * 6 ]  |
| 1996年（平成08年） |                  | 35,926           | [ * 7 ]  |
| 1997年（平成09年） |                  | 35,567           | [ * 8 ]  |
| 1998年（平成10年） |                  | 35,258           | [ * 9 ]  |
| 1999年（平成11年） |                  | 34,954           | [ * 10 ] |
| 2000年（平成12年） |                  | 34,507           | [ * 11 ] |
| 2001年（平成13年） | 69,027           | 34,581           | [ * 12 ] |
| 2002年（平成14年） | 68,360           | 34,216           | [ * 13 ] |
| 2003年（平成15年） | 68,798           | 34,415           | [ * 14 ] |
| 2004年（平成16年） | 70,054           | 35,041           | [ * 15 ] |
| 2005年（平成17年） | 70,658           | 35,351           | [ * 16 ] |
| 2006年（平成18年） | 71,504           | 35,751           | [ * 17 ] |
| 2007年（平成19年） | 71,501           | 35,779           | [ * 18 ] |
| 2008年（平成20年） | 71,222           | 35,652           | [ * 19 ] |
| 2009年（平成21年） | 70,518           | 35,285           | [ * 20 ] |
| 2010年（平成22年） | 68,945           | 34,553           | [ * 21 ] |
| 2011年（平成23年） | 68,010           | 34,049           | [ * 22 ] |
| 2012年（平成24年） | 68,756           | 34,433           | [ * 23 ] |
| 2013年（平成25年） | 69,579           | 34,841           | [ * 24 ] |
| 2014年（平成26年） | 68,375           | 34,238           | [ * 25 ] |
| 2015年（平成27年） | 68,834           | 34,454           | [ * 26 ] |
| 2016年（平成28年） | 69,382           | 34,734           | [ * 27 ] |
| 2017年（平成29年） | 70,249           | 35,162           | [ * 28 ] |
| 2018年（平成30年） | 70,760           | 35,411           | [ * 29 ] |
| 2019年（令和元年） | 69,578           | 34,809           | [ * 30 ] |
| 2020年（令和02年） | 51,992           |                  |          |
| 2021年（令和03年） | 54,478           |                  |          |
| 2022年（令和04年） | 58,830           |                  |          |
| 2023年（令和05年） | 61,146           |                  |          |
| 2024年（令和06年） | 62,526           |                  |          |

## 駅周辺

### 概要
駅南側は、各病院や日本看護協会研修センター、国立看護大学校、日本社会事業大学への玄関口となっている。
南口にある昔ながらの商店街は活気を見せ栄えている。しかし、南口駅前再開発事業は遅々として進んでいない。このため、特に自家用車の違法駐停車が歩行者や路線バスをはじめタクシー・障害者利用者の乗降や走行の著しい障害となっている。計画では、東京都道248号府中小平線（通称：新小金井街道）延長線　- 埼玉県道・東京都道40号さいたま東村山線（通称：志木街道）への道路整備事業に併せて、南口駅前再開発が行われる予定である。整備中の道路は、西武池袋線下をアンダーパスでくぐる工事が行われていたが、2009年5月30日に完成し一般開放された。後述にある駅北口の西武バス清瀬駅案内所には、池袋駅・所沢駅と共に西武グリーンツアー会員券を扱っている唯一の案内所であることも関係し、土曜・休日などの朝方には西武観光バスやそれ以外の会社で運行される観光バスがやって来る場合もある。
道路や駅周辺の整備不足が原因によるバスなどの交通機関の本数不足などによって、清瀬市・埼玉県新座市側から駅前への輸送能力が決してよいとはいえない状態である。南北のバスターミナルは、ともに一般車両が駅前を通過する場合もバスターミナル内を通過する構造になっているため、送迎自家用車がバスやタクシー、他の一般車等の障害になったり追突の危険性を招いたりする状態となっている。南北の出口ともに駅前の横断歩道に信号機がほとんどないため、歩行者は常に接触事故の危険性にさらされている。
北口・南口ともに埼玉県新座市との都県境に近く、駅前を出ると農地が広がり土地区画整理事業・開発が遅れていたが、1995年（平成7年）頃からは宅地化が急速に進んでいる。
北口では再開発事業が行われて西友を核店舗とする複合施設「クレア」が1995年（平成7年）9月29日に開業した。さらに北口の駅付近では、高層マンションやUR清瀬駅前ハイツなどがある。
南口と北口を結ぶ橋上通路は夜間も通行が可能である。南口・北口ともにエレベーターは1台ずつ設置されているが、エスカレーターはない。
南口には1973年（昭和48年）9月21日に開店した清瀬サティがあったが、2002年（平成14年）1月に閉店し、高層マンションが建てられている。

### 踏切
秋津寄りの踏切を通過するのは、当駅に停車し発車する列車、駅を通過する列車、秋津寄りの留置線へいったん回送された後に上りホームへ始発列車として入線する列車、場合によっては保谷電留線などへ回送される列車などである。留置線への列車の出入りによっては「開かずの踏切」となることもある。2005年3月17日のダイヤ改正では秋津寄りの留置線を使用することは少なくなり、東久留米側から2番ホームに直接入線して、そのまま折り返すことが多くなった。
この踏切の南側では小金井街道・東京都道226号東村山清瀬線を含めた5方向の道路が、また北側では小金井街道を含めた2方向の道路が交差している。人も車も通行量は常に多く、加えて複雑な道路標識が各方面設置されているため、混乱しやすい。また、道路用信号機は設けられていない。歩行者は遮断機が下りている隙に車道を横断して線路沿いの道を移動するという危険な状況である。西武バスをスムーズに通行させるために、踏切誘導員が配置されているが、踏切の遮断機が降りている間に歩行者が往来したり、誘導員の指示を守らず踏切を通過する車両が多く、問題となっている。誘導員の尋常ならざる神経の使いようを推知させる状況に事欠かず、鉄道会社、自治体、警察などの協議を求める声が高い。

### 駅ナカ
出店店舗の詳細は西武プロパティーズ公式サイト「清瀬駅の店舗情報」を参照。

### 南口
- 路線バス・タクシー乗り場
- 公衆トイレ
- 清瀬駅前郵便局
- 清瀬市松山地域市民センター
- 清瀬市立中央図書館
- ココカラファイン 清瀬店
- 西京信用金庫 清瀬支店
- 三井住友銀行 清瀬支店
- オーケー 清瀬店
- 小金井街道
- 東京都道226号東村山清瀬線
- 東京都立清瀬高等学校
- 国立病院機構東京病院
- 救世軍清瀬病院
- 日本ビーシージー製造株式会社中央研究所・清瀬工場
- 公益財団法人結核予防会複十字病院・結核研究所
- 上宮会 清瀬リハビリテーション病院
- 社会福祉法人 慈生会 ベトレヘムの園病院
- 財団法人東京都民生委員事業協会 薫風園病院
- 医療法人社団 雄心会 山崎病院
- 国立感染症研究所 ハンセン病研究センター
- 国立療養所多磨全生園
- 国立ハンセン病資料館（旧高松宮記念ハンセン病資料館）
- 日本社会事業大学
- 国立看護大学校
- 日本看護協会 看護教育研修センター
- 中央労働災害防止協会 東京安全衛生教育センター
- 労働安全衛生総合研究所
- ラジオ・ラジカセミニ博物館（ビデオ工房トパーズ内）

### 北口
- 路線バス・タクシー乗り場
- 警視庁東村山警察署清瀬駅前交番
- アミュー
  - 清瀬市生涯学習センター
  - 清瀬市男女共同参画センター
  - 清瀬商工会（2023年5月15日に移転入居）[18]
- クレア - 1995年（平成7年）9月29日に開業した清瀬駅北口再開発事業の複合施設[14]。
  - 西友[14]清瀬店
    - セリア
    - ミスタードーナツ
    - モスバーガー

  - 清瀬市立駅前図書館
- 清瀬けやきホール
  - 清瀬市立元町こども図書館
- 清瀬郵便局
- 清瀬市民活動センター
- 清瀬市郷土博物館
- 西武バス清瀬駅案内所
- トモズ 清瀬店
- ドラッグセイムス 清瀬駅前店
- ウェルパーク 清瀬北口店
- りそな銀行 清瀬支店
- みずほ銀行 清瀬支店
- 飯能信用金庫 清瀬支店
- スーパーサカガミ 清瀬店
- 山田太郎 清瀬北口店
- 宇都宮レディースクリニック
- 宇都宮小児科内科クリニック

## バス路線
特記以外は西武バスにより運行される。
駅北口には西武バス清瀬営業所があった。駅北口再開発事業により1992年12月24日に新座営業所として移転した。清瀬営業所跡地には、りそな銀行とその裏側（東方）に、旧営業所跡地を利用した路線バス折り返し場が設けられている。ただし北口のバスターミナルは3台分のバス専用駐車スペース付きロータリーになっており、多くのバスが折り返し場を利用せずロータリーで転回する。
駅南口は狭く、バスは駅に到着し降車扱いをすると、一旦奥にある西武バス専用折り返し場に入り、ここで向きを変えてバス乗り場に入る。つまり、当駅では駅の南北両側にバスの折り返し場がある（ただし、北口はロータリーで折り返し可能）。
| 停留所名   | 乗り場    | 運行事業者             | 系統・行先                                                                                                 | 備考                                                      |
| ---------- | --------- | ---------------------- | --- | --------------------------------------------------------- |
| 清瀬駅北口 | 1         | 西武バス               | 清62：志木駅南口 清62-1：台田 清63：旭が丘団地 清63-1：新座営業所                                          |                                                           |
| 清瀬駅北口 | 2         | 西武バス               | 清61：志木駅南口 清61-1：新座営業所 清61-2：中清戸東 清61-3：新座駅南口                                    | 「清61-2」は平日のみ運行                                  |
| 清瀬駅北口 | 2         | 清瀬市コミュニティバス | 清瀬駅南口                                                                                                 |                                                           |
| 清瀬駅北口 | 2         | 病院送迎バス           | 直通：信愛病院                                                                                             |                                                           |
| 清瀬駅北口 | 3         | 西武バス               | 清64・清64-2：台田団地 清66：所沢駅東口                                                                    |                                                           |
| 清瀬駅南口 | 1         | 清瀬市コミュニティバス | 清瀬駅北口                                                                                                 |                                                           |
| 清瀬駅南口 | 1         | 西武バス               | 武13：武蔵小金井駅 清11：滝山団地                                                                          |                                                           |
| 清瀬駅南口 | 2         | 西武バス               | 清02・清02-1：下里団地 清03・清03-1：花小金井駅 清瀬駅南口（下里循環） 久11：久米川駅北口 所46：所沢駅東口 | 「下里循環」は夜間のみ運行                                |
| 清瀬駅入口 | 降車 専用 | 西武バス               | ミッドナイトアロー：小手指駅北口                                                                           | 平日の深夜のみ運行 降車停留所の位置は駅南側・小金井街道上 |
| 清瀬駅入口 | -         | にいバス               | 西コース：老人福祉センター・新座市市役所方面                                                               | 停留所の位置は駅南側・都道40号線の側道沿い                |

## 隣の駅
西武鉄道

 池袋線
■快速急行・■急行・■通勤急行（上りのみ運転）
通過
■快速・■通勤準急・■準急・■各駅停車（通勤準急は上りのみ運転）
東久留米駅 (SI14) - 清瀬駅 (SI15) - 秋津駅 (SI16)